# Suillia ussurigena
Suillia ussurigena är en tvåvingeart som beskrevs av Leander Czerny 1932. Suillia ussurigena ingår i släktet Suillia och familjen myllflugor. Inga underarter finns listade i Catalogue of Life.